# Wright Inlet
Das Wright Inlet ist eine vereiste Bucht an der Lassiter-Küste des Palmerlands auf der Antarktischen Halbinsel. Ihre Einfahrt liegt zwischen Kap Little und Kap Wheeler.
Wissenschaftler der United States Antarctic Service Expedition (1939–1941) fotografierten das Inlet bei einem Überflug im Dezember 1940. Kartografisch erfasst wurde es sieben Jahre später im Rahmen der Ronne Antarctic Research Expedition (1947–1948) unter der Leitung des US-amerikanischen Polarforschers Finn Ronne. Dieser benannte es nach John Kirtland Wright (1891–1969), Direktor der American Geographical Society, welche die Schirmherrschaft über die Expedition hatte.